# Chamois
Chamois (arpità Tsamoué) és un municipi italià, situat a la regió de Vall d'Aosta. L'any 2007 tenia 96 habitants. Limita amb els municipis d'Antey-Saint-André, Ayas, La Magdeleine i Valtournenche. És un dels pocs municipis italians on s'ha d'arribar en telefèric o en avioneta, ja que no s'hi pot arribar per carretera.

## Administració
| Període | Identitat  | Partit        |
| ------- | ---------- | ------------- |
| 2005-   | Remo Ducly | Llista cívica |

## Galeria d'imatges

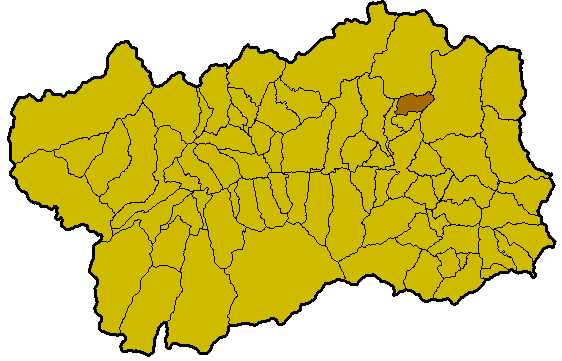
Situació de Chamois a la Vall

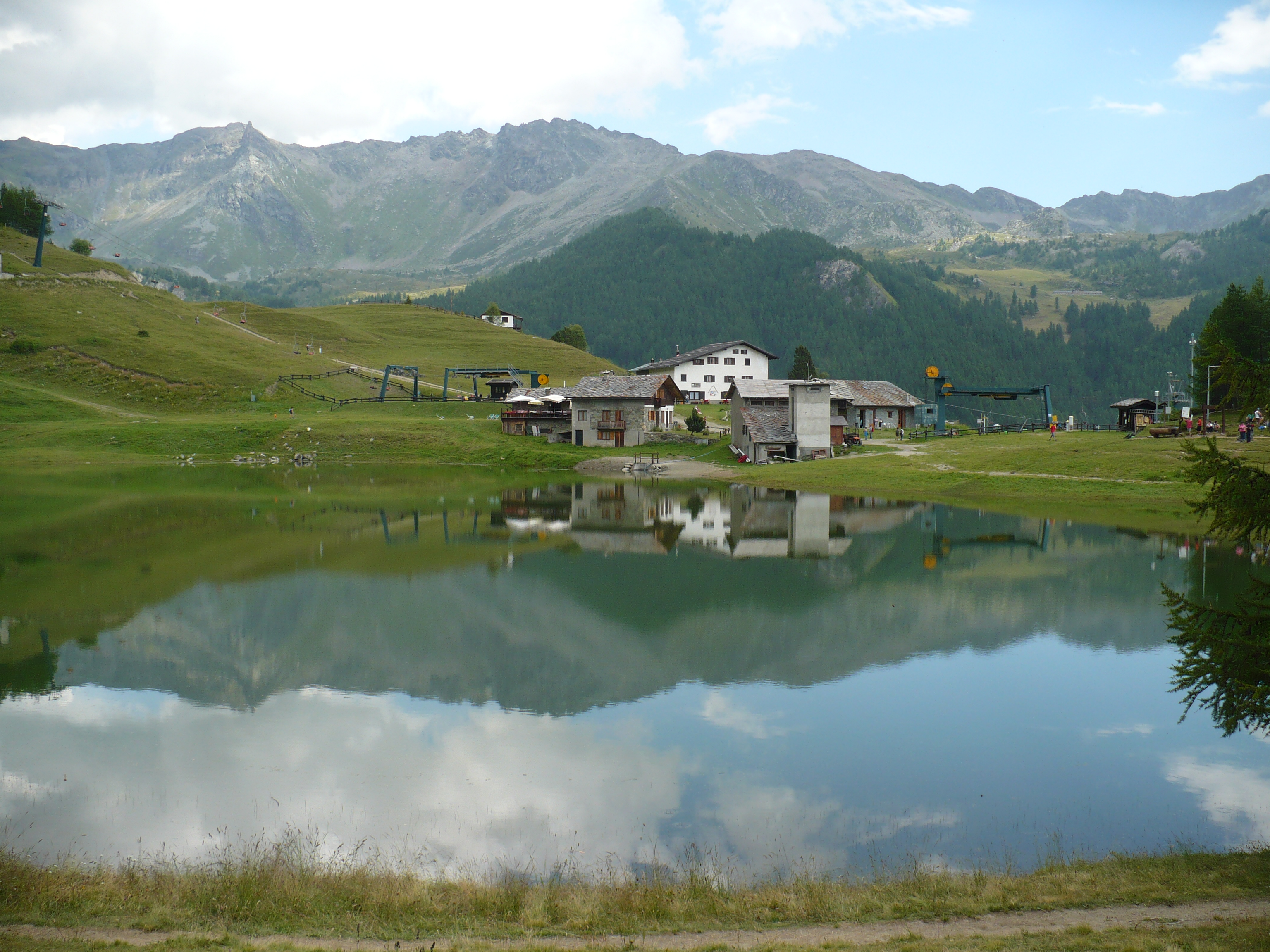
Llac de Lod
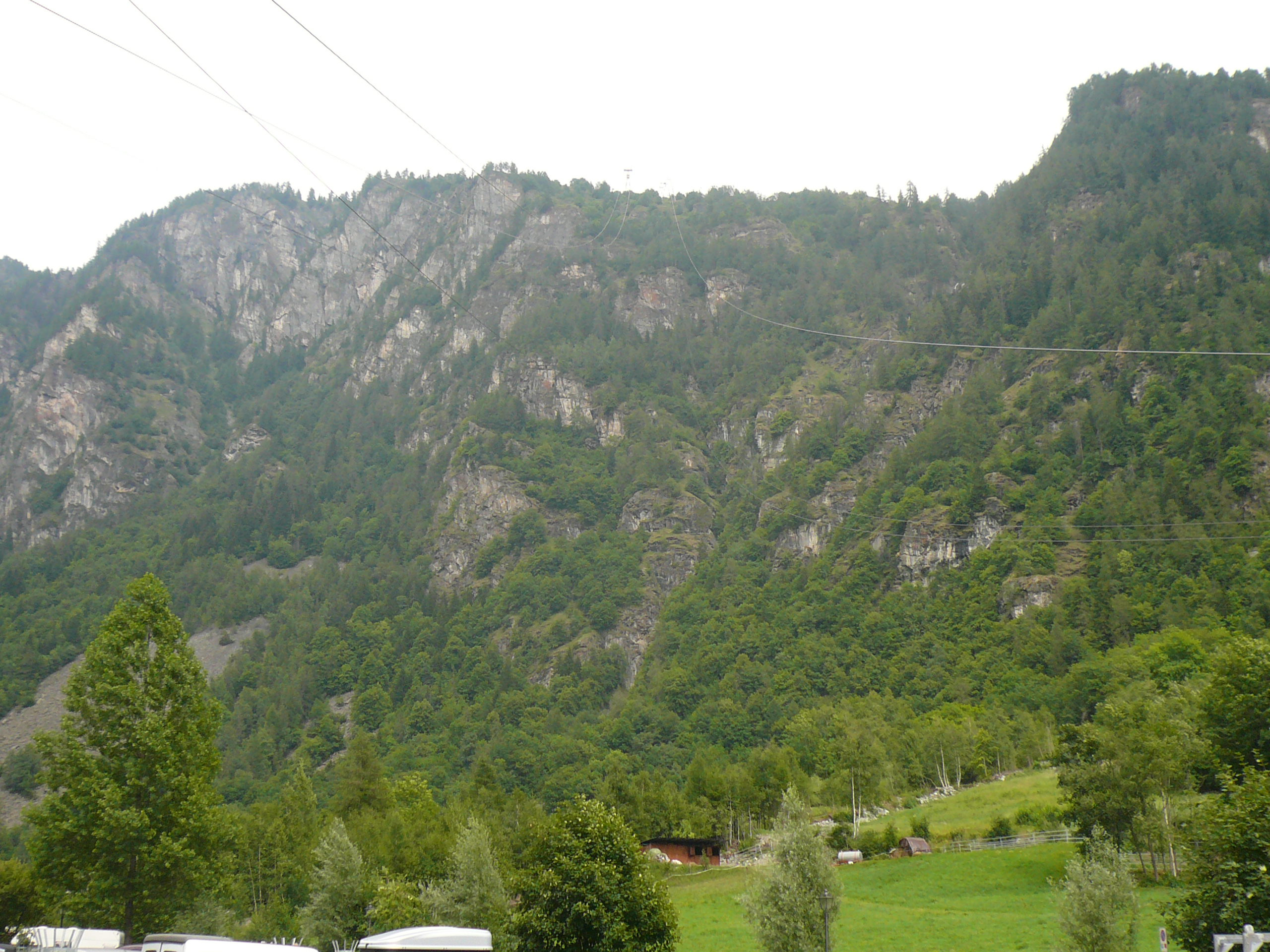
L'altiplà de Chamois vis des de l'estació de Buisson
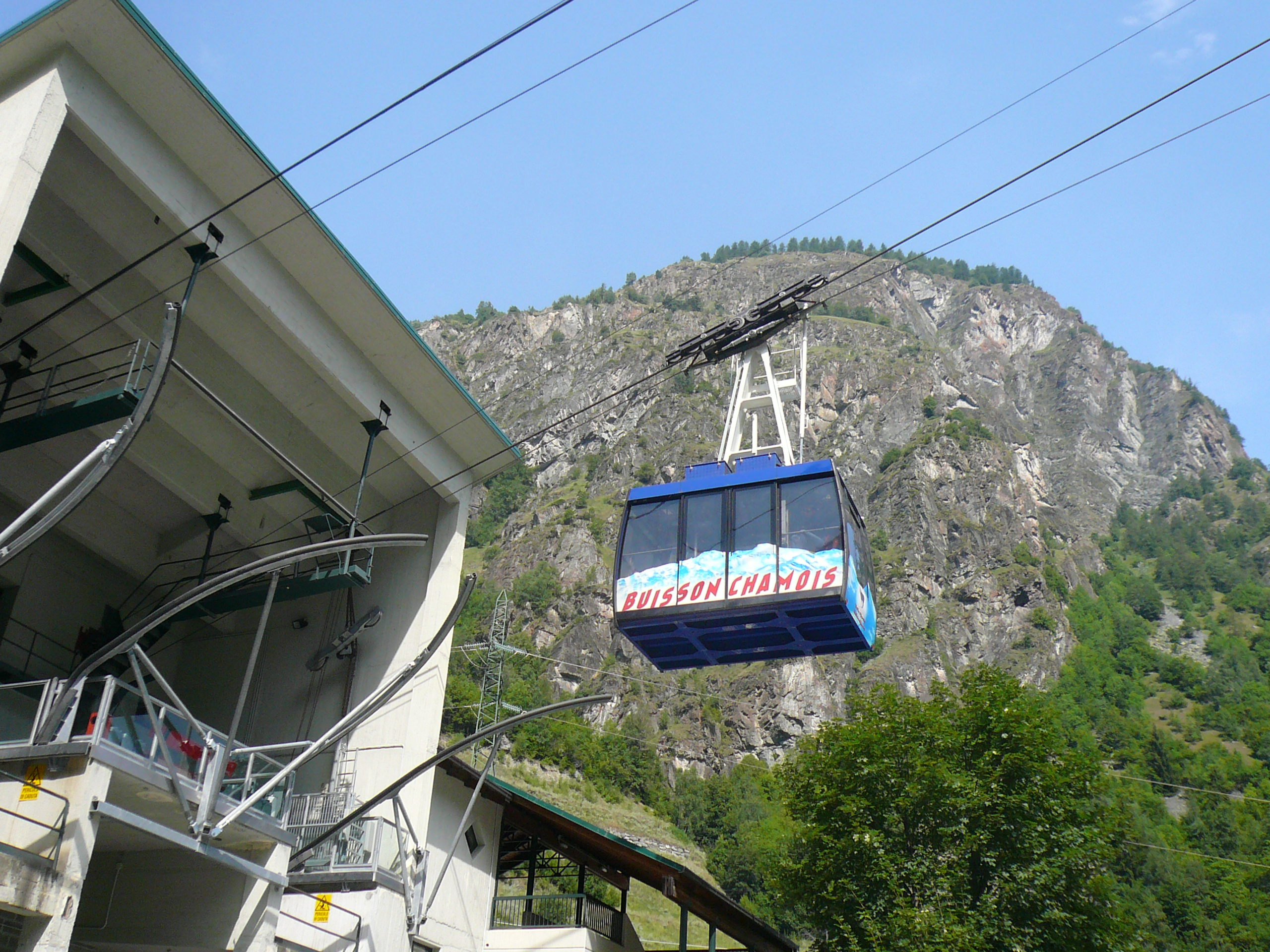
El telefèric des de Buisson

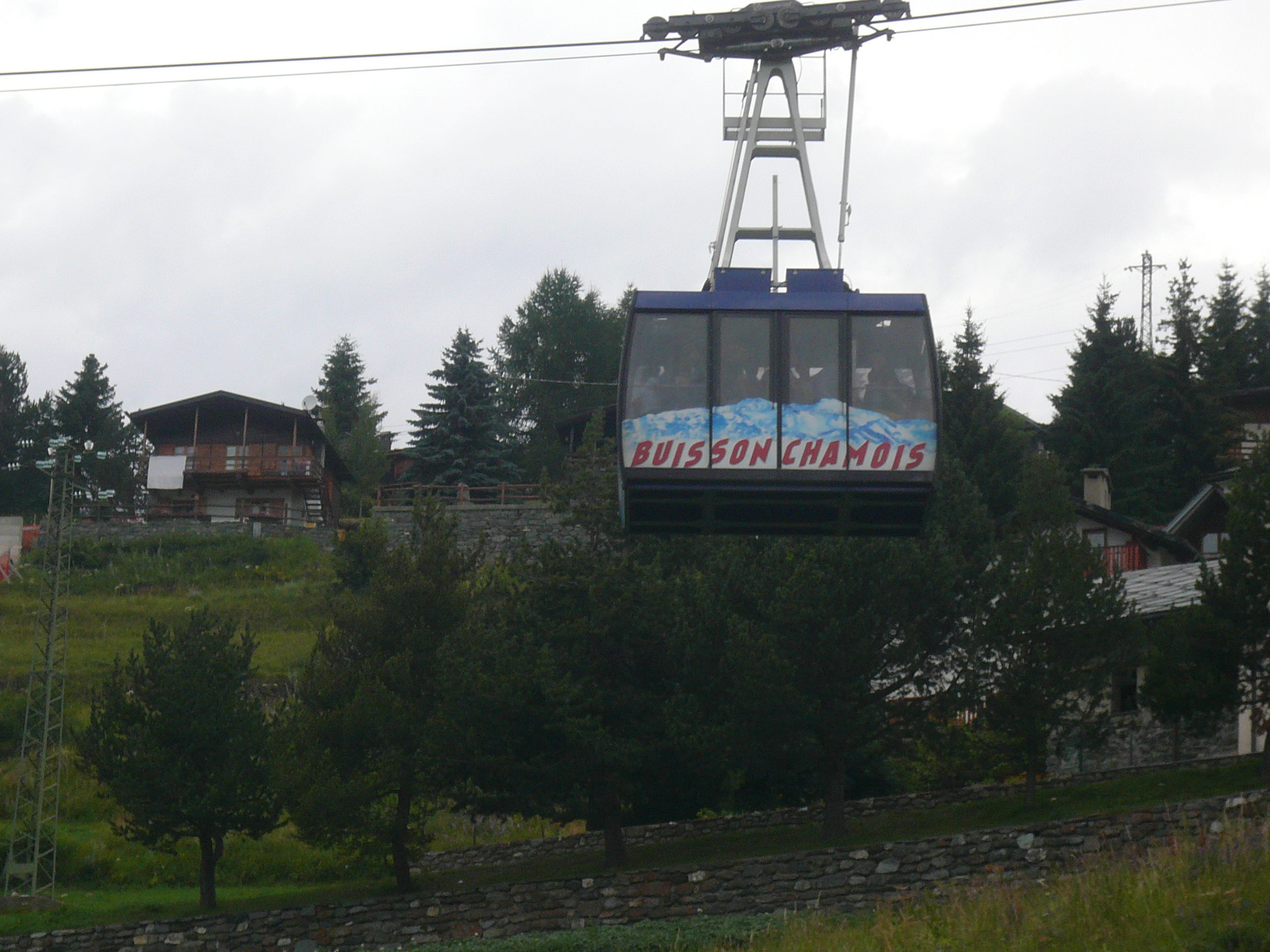
El telefèric arribant a Chamois
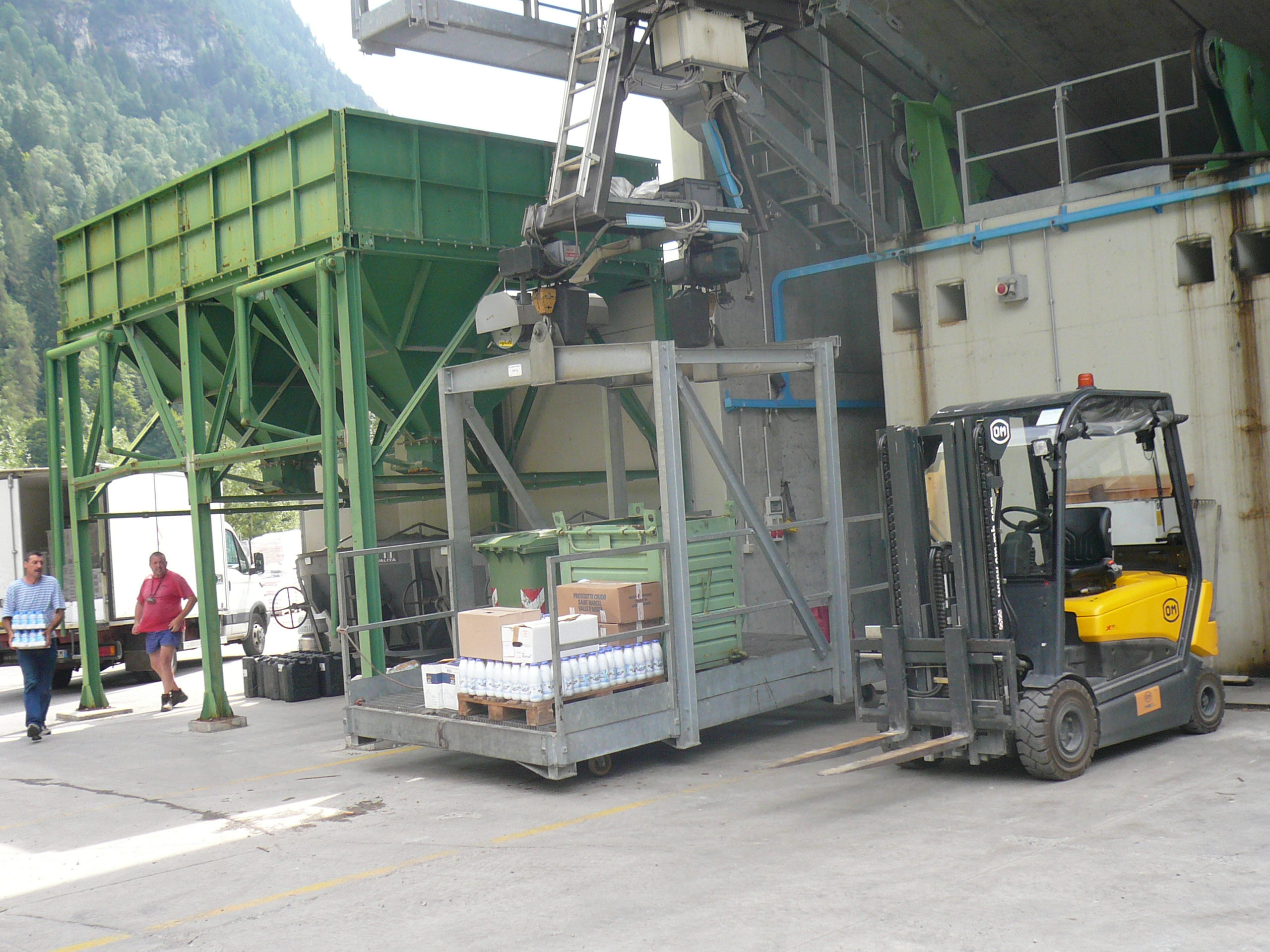
El telefèric de Chamois a Buisson
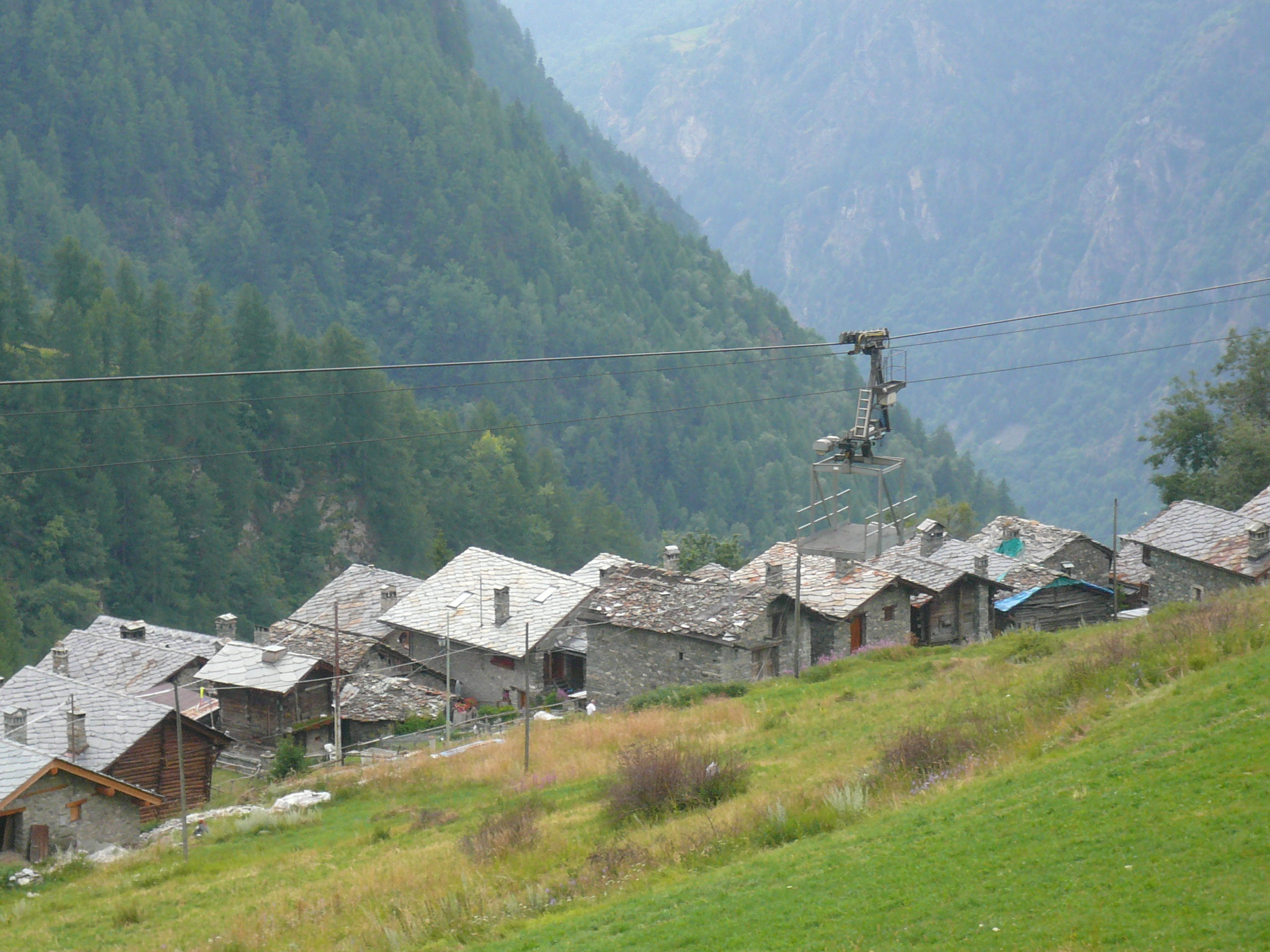
El telefèric